# Diversidad sexual en Surinam
La diversidad sexual en Surinam se enfrenta a ciertos desafíos legales y sociales no experimentados por otros residentes. Aunque la homosexualidad es legal y a pesar de la diversidad étnica, religiosa y cultural de este país de Las Guayanas, no ha proliferado una amplia aceptación social hacia la homosexualidad. Desde 2015, el Código Penal penaliza la discriminación y la incitación al odio basada en la orientación sexual. 
En 2022, mediante sentencia judicial, se definió por primera vez un proceso para el cambio de género en los documentos oficiales de las personas transgénero. La identidad de género se encuentra protegida por primera vez bajo la Ley de Igualdad de Trato en el lugar de Trabajo de 2022.
En febrero de 2025, mediante sentencia judicial, se registró oficialmente el matrimonio de dos parejas del mismo sexo que contrajeron matrimonio en el extranjero. Desde entonces, las parejas del mismo sexo casadas legalmente en otros países, pueden solicitar el registro mediante un proceso judicial.
A pesar de los avances recientes, el país presenta una de las legislaciones más débiles de América del Sur con respecto a los derechos para lesbianas, gais, bisexuales y transexuales.

## Legislación y derechos

### Despenalización de la homosexualidad
Cuando Surinam volvió a estar bajo control neerlandés, después de un período de dominio británico (1799-1816), las leyes del Reino de los Países Bajos volvieron a tener efecto en el territorio, dado que los reglamentos locales sólo se dictaron "en los casos en que no estaban cubiertos por las leyes de las autoridades superiores". Sin embargo, a pesar de que el delito de sodomía había sido derogado en los Países Bajos en 1811, hay indicios de que la legislación que se aplicaba en el territorio de Surinam, era la Constitutio Criminalis Carolina (1532), que penalizaba los actos sexuales entre personas del mismo sexo, y no el Código Napoleónico vigente en los Países Bajos en ese momento. Por lo tanto, la sodomía sólo se despenalizó plenamente en Surinam con la entrada en vigor del Código Penal para la Colonia de Surinam, en 1869.
Cuando Surinam se independizó plenamente de los Países Bajos en 1975, no había ninguna ley sobre la sodomía en vigor y desde entonces no se ha vuelto a introducir ninguna ley de ese tipo. A partir de 2015, la edad de consentimiento sexual en Surinam es de 16 años independiente de la orientación sexual. El artículo 302 del Código Penal de 1910, que estipulaba que la edad de consentimiento para los actos sexuales entre personas del mismo sexo era de 18 años, fue modificado en 2015.

### Reconocimiento de las parejas del mismo sexo
No existe un reconocimiento legal y regulado hacia las parejas formadas por personas del mismo sexo en forma de matrimonio o de unión civil en Surinam, por ende, el Estado surinamés tampoco reconoce a la familia homoparental. En Surinam no están prohibidas constitucionalmente las uniones civiles o el matrimonio entre personas del mismo sexo; sin embargo, es improbable que se apruebe un proyecto de ley en los próximos años que pueda permitir que las parejas del mismo sexo tengan el mismo derecho que las parejas heterosexuales a acceder a las uniones civiles o al matrimonio.
El 13 de febrero de 2025, el Tribunal de Distrito ordenó a la Oficina Central de Asuntos Civiles (CBB) registrar el matrimonio de dos parejas del mismo sexo que contrajeron matrimonio en el extranjero. La sentencia, independientemente de que el Estado apele o no, debe ser ejecutada inmediatamente. El caso fue presentado ante el tribunal en octubre de 2023.

### Leyes y medidas antidiscriminación
El Código Penal, desde 2015, protege la orientación sexual de la discriminación y la incitación al odio, a la discriminación o la violencia. Los artículos 176c y 500a protegen la orientación sexual de la discriminación laboral y en el acceso a bienes y servicios. 
Los artículos 175a, 176 y 176b penalizan la incitación al odio y el apoyo a actividades discriminatorias por motivos de orientación sexual, por referencia al artículo 175 que incluye tal categoría entre sus motivos prohibidos.
El artículo 500a del Código Penal sobre "Discriminación profesional" establece lo siguiente: 

«La persona que, en el desempeño de un cargo, profesión o negocio, discrimina a las personas por su raza, religión, creencias u orientación sexual, es castigada con prisión de no más de dos meses y una multa de la segunda categoría, o con una de las dos sanciones».

El artículo 175 (1) indica: 

«La persona que públicamente, oralmente o por escrito o por medio de una imagen o datos de trabajos automatizados, ofende intencionalmente a un grupo de personas debido a su religión, creencia, opinión política, raza, color de piel, idioma, origen social o la discapacidad física, psicológica o mental, su orientación sexual, o pertenecer a una minoría nacional, se castiga con una pena de prisión de hasta un año y una multa de la tercera categoría, ya sea con una de las dos penas».

El artículo 175a sobre "Incitar el odio, la discriminación o la violencia", establece: 

«La persona que públicamente, oralmente o por escrito o por medio de una imagen o datos de trabajos automatizados, incita a la discriminación, el odio o la acción violenta contra un grupo de personas, o la acción violenta contra sus bienes debido a uno o más de las características a que se refiere el artículo 175 se castigarán con una pena de prisión que no exceda de un año y una multa de la tercera categoría, ya sea con una de las dos penas».

El artículo 176c (1) indica: 

«La persona que, en el desempeño de un cargo, profesión o negocio, discrimine intencionalmente a una o más personas por una o más de las características mencionadas en el Artículo 175, será castigada con una pena de prisión que no exceda de dos años y una multa de la cuarta categoría, o con una de ambos castigos».

#### Trabajo
El artículo 1 de la Ley de Igualdad de Trato en el lugar de Trabajo (2022) prohíbe la discriminación basada en la orientación sexual y la identidad de género.

### Identidad y expresión de género
En enero de 2022, la Corte de Apelaciones de Surinam ordenó el cambio de género en el certificado de nacimiento de una mujer transgénero llamada Yvanna Paris Simpson la cual se había sometido a una cirugía de reasignación de sexo en 2009. La Corte enfatizó que los derechos humanos fundamentales, en particular, sobre la protección contra la discriminación y el respeto por el derecho a la vida privada según lo que se dispone en los tratados internacionales de derechos humanos y la Constitución de Suriname se extienden a las personas transgénero. La Corte rechazó el argumento del Estado de que se debe llegar al reconocimiento legal del género a través de un proceso legislativo y destacó además que el Estado no puede seguir invocando la ausencia de legislación si no toma ninguna iniciativa en ese sentido. En enero de 2017, un tribunal ya había acogido la solicitud de cambio de sexo de la mujer transexual, y ordenó el Registro Civil a cambiar el marcador de género, de masculino a femenino, en los documentos oficiales. Sin embargo, en febrero de 2017 el Registro formalmente apeló a dicha sentencia.

## Situación social
Es en su capital y ciudad más poblada, Paramaribo, donde existe un ambiente más favorable hacia la homosexualidad, aunque sigue siendo considerado como un tema tabú a nivel nacional. La primera marcha pública masiva LGBTI en Surinam se realizó el 11 de octubre de 2011, con motivo de la conmemoración internacional del Día para salir del armario en Paramaribo (Nationale kom uit de kast dag en los Países Bajos), idea surgida en consecuencia a los dichos homofóbicos del parlamentario Ronny Asabina en junio de ese mismo año, sin embargo, el evento contó con la participación de otros parlamentarios y figuras públicas del ámbito nacional.

### Activismo LGBTI
La Plataforma LGBTI de Surinam es una asociación de organizaciones en favor de los derechos LGBTI conformada por tres agrupaciones: Hombres Unidos de Surinam, Women's Way Foundation y He+.